# Салифу, Зияд
Зияд Салифу (англ. Ziyad Salifu; род. 20 июня 2006) — ганский футболист, полузащитник шведского «Дегерфорса».

## Клубная карьера
Является воспитанником «Аккра Лайонс». В 2023 году стал привлекаться к играм основной команды. 1 января 2023 года дебютировал за клуб в чемпионате Ганы в выездном поединке с «Медеамой», выйдя на замену на 66-й минуте. Затем перешёл в другой столичный клуб «Даймонд Сид». Осенью 2024 года привлёк внимание нескольких шведских клубов и в январе 2025 года отправился на тренировочный сбор с «Норрчёпингом». По итогам сбора клуб принял решение не подписывать контракт с игроком.
13 февраля 2025 года стал игроком другого шведского клуба «Дегерфорса», с которым подписал контракт, рассчитанный на четыре года.

## Клубная статистика
| Выступление      | Выступление      | Выступление      | Лига | Лига | Кубки | Кубки | Конт. кубки | Конт. кубки | Итого | Итого |
| Клуб             | Лига             | Сезон            | Игры | Голы | Игры  | Голы  | Игры        | Голы        | Игры  | Голы  |
| ---------------- | ---------------- | ---------------- | ---- | ---- | ----- | ----- | ----------- | ----------- | ----- | ----- |
| Аккра Лайонс     | Премьер-лига     | 2022/23          | 1    | 0    | 0     | 0     | 0           | 0           | 1     | 0     |
| Аккра Лайонс     | Итого            | Итого            | 1    | 0    | 0     | 0     | 0           | 0           | 1     | 0     |
| Дегерфорс        | Алльсвенскан     | 2025             | 0    | 0    | 0     | 0     | 0           | 0           | 0     | 0     |
| Дегерфорс        | Итого            | Итого            | 0    | 0    | 0     | 0     | 0           | 0           | 0     | 0     |
| Всего за карьеру | Всего за карьеру | Всего за карьеру | 1    | 0    | 0     | 0     | 0           | 0           | 1     | 0     |